# Philippe Mohlitz
 (mars 2025).
Philippe Mohlitz est le nom d'artiste d'Émile Philippe Magaudoux, graveur français né le 7 mars 1941 à Saint-André-de-Cubzac,, (Gironde) et mort le 14 mars 2019 à Bordeaux.

## Biographie
Originaire de Saint-André-de-Cubzac, Philippe Mohlitz grandit dans cette ville au nord de Bordeaux et s’intéresse au dessin très jeune. Il se forme à Paris de 1960 à 1965 dans l’atelier de celui qu’il revendiquait comme son maître, Jean Delpech, grand prix de Rome de gravure en 1948. Il fait ses premières armes dans le dessin technique à l’Institut géographique national et chez Mobil Oil qui lui ont laissé l’amour du « trait et du croisement des traits ». Pour lui, « le dessin ne s’apprend pas, la perspective non plus », et l’une de ses premières œuvres publiques, Alice (1963), montre sa maîtrise en ce domaine.
Une exposition à Rueil-Malmaison en 1964 lui fait connaître le graveur Pierre Guastalla, membre du jury, qui le remarque et lui conseille d’apprendre la gravure. Il entre alors en octobre 1965 dans l’atelier de Jean Delpech , boulevard du Montparnasse, qui sera son maître, et où il restera cinq ans. Il se rend aussi dans d’autres ateliers parisiens où il côtoie des artistes comme Georges Rubel.
En 1967, il expose à la galerie Paul Prouté, rue de Seine, et fréquente la Société des peintres-graveurs français (fondée en 1889). Dès 1970, la société Les Impénitents le contacte pour illustrer Ville volante de Marcel Béalu. Cinq ans plus tard, il met en images pour deux sociétés de bibliophiles un poème composé fin XVIIIe par Samuel Taylor Coleridge, La Chanson du vieux marin, déjà gravé par Gustave Doré.
À partir de 1967, les expositions se succèdent partout en France (Antibes, Paris, Avignon, Dax, Fontainebleau, Bordeaux…) et à l’étranger (Hautervie, Stuttgart, Bruxelles, New York, Tokyo, Madrid, Los Angeles, Stockholm, Oslo, Helsinki…).
En 1971, il obtient le prix Florence Gould avant d’être admis à la Casa de Velázquez à Madrid, qui n’accueille que des artistes déjà confirmés.
En 2000, il reçoit le grand prix Léon Georges Baudry de gravure de la fondation Taylor.
L’œuvre de Philippe Mohlitz, reconnu à l'échelle internationale, est principalement composé de gravures, mais comporte aussi de nombreux dessins, des sculptures et des bijoux. Ses travaux sont présents dans de nombreuses collections privées du monde entier et dans plusieurs musées ou galeries (New York, Brooklyn, Philadelphie, Paris…). À Bordeaux, le cabinet des dessins et estampes de la ville abrite douze gravures dont cinq proviennent d’un don de l’artiste fait en 1978 et sept autres qui font partie d’une collection de Robert Coustet mise en dépôt au musée en 2005.
Mohlitz vivait à Bordeaux et y a travaillé jusqu’aux derniers jours de sa vie .

## L'œuvre

### Technique
Les préférences de Philippe Mohlitz vont au burin plutôt qu’à l’eau-forte en raison de la rigueur et la netteté du trait qui exclut le hasard. Il grave ses planches en suivant avec plus ou moins de fidélité ses dessins à la plume. La technique qu'il utilise pour réaliser ses estampes est celle de la taille-douce sur cuivre comme les anciens : « Si Dürer revenait aujourd’hui et se mettait à ma table, il saurait parfaitement utiliser les outils actuels ! »
Son travail, très minutieux dans sa réalisation, consiste à réaliser directement sur le métal un dessin à la pointe sèche, partiellement effaçable car celle-ci n’égratigne le métal qu’en surface, avant de reprendre chaque trait et de le creuser en dégageant des copeaux plus ou moins profonds avec des burins de différentes formes qui, après encrage, font apparaître des valeurs plus ou moins fortes allant du blanc au noir. Il n’y a pas de repentirs possibles car les erreurs sont quasiment irrattrapables.
Les tirages sous presse, de 100 exemplaires au maximum, sont faits par des professionnels sur des papiers de qualité parfois teintés : Arches, Rives, Hahnemühle, Moulin Richard de Bas voire Japon. Les formats vont de 5 × 5 cm à 39,5 × 49,5 cm.
Certaines gravures complexes peuvent demander jusqu’à six mois de travail. Pour les amateurs d’art sa finesse d’exécution fait qu’il « apparaît comme un buriniste hors pair, orpailleur et orfèvre, qui poursuit et trouve au bout de sa recherche la pépite d'or donnant à sa gravure l'éclat d'un incomparable joyau. »

### Influences
Les sujets extrêmement variés choisis par Mohlitz lui donnent une place éminente dans l’histoire de la gravure où il apparaît souvent comme un chef de file du courant fantastique contemporain, du moins comme celui de l'école fantastique de Paris.
Il se définit lui-même comme un « artisan illustrateur », ou un « fabricant d’images » capable de représenter tout ce qui est figurable. Plantes, animaux, personnages, architectures ou machineries complexes sont montrés avec un réalisme puissant dans des situations imaginaires surprenantes. Cela explique que de multiples liens et affinités semblent traverser son œuvre très riche. Il se dit lui-même inspiré par des artistes comme « Dürer, dont on ne peut pas rester insensible, mais aussi Silvestre, Rembrandt, Schongauer. »
On peut également évoquer Jérôme Bosch, Pieter Brueghel l'Ancien, Giovanni Battista Piranesi, Jacques Callot, Francisco Goya, Rodolphe Bresdin, Odilon Redon, les surréalistes, Edgar Allan Poe, Franz Kafka,  Lewis Carroll dont il reprend souvent le personnage d’Alice, Edvard Munch, James Ensor ou, aujourd'hui, Érik Desmazières et Jean-Pierre Velly.

### Un créateur libre
Dans la préface du livre publié en 2010, Gravures et dessins 1965-2010, Maxime Préaud prévient d’emblée : 

« Philippe Mohlitz, quand on ne le connaît pas très bien, n’est pas un interlocuteur facile, il jette les mots. Ce qu’il veut bien qu’on sache de lui, il le met dans ses gravures, ce qui ne simplifie pas la tâche du curieux. »

Tout semble dit sur ce personnage secret, voire ombrageux, sur lequel de très rares interviews ou documents ne jettent qu’une faible lumière en dépit d’une longue carrière de graveur, commencée en 1965 avec Vierge à la sarbacane. Mohlitz est un libre graveur comme d’autres sont libres-penseurs.

Christophe Loubes retrace brièvement ce cheminement dans un article intitulé « 50 ans d’indépendance », lors d’une rétrospective de son œuvre que lui consacrait l’Atelier 109 à Bordeaux. Dans ce billet Mohlitz précise ce qui le caractérise : 

« Je représente de façon précise des choses qui n’existent pas […] Je n’ai que ces traits pour m’exprimer. »
Et non sans malice il ajoute : « Mais c’est peut-être le signe d’un dérèglement. Les grands psychopathes sont obsédés par le fait de remplir l’espace dont ils disposent. »

On ne peut comprendre Philippe Mohlitz sans un humour qu’il applique d’abord à lui-même, mais pour connaître son travail, il n’y a pas d’autre moyen que de regarder en détail ses œuvres. Si l’artiste récuse toute interprétation psychologisante de son travail, car « le discours tue l’émotion », il est néanmoins utile de s’efforcer d’en pénétrer les richesses :

« À tenter de saisir la démarche et la signification de l’œuvre, on s’y plonge, loupe à la main, on regarde, lentement, et on découvre un monde […] On prend plaisir à se perdre dans les marais, à s’égarer dans la jungle, à fouiner dans les déchetteries, à chiner dans les vide-greniers, à errer dans des lieux étranges où il se passe des choses étranges. On a peur, parfois, de ce qu’on voit […] Bref, avec les images de Mohlitz, on ne s’ennuie pas. L’énigme est là, dans chaque estampe… et en plus c’est beau. »

### Les thèmes
(février 2018).
Son goût le porte vers des thèmes imaginaires ou fantastiques souvent représentés dans un style qui évoque la bande dessinée. Rien ne lui est étranger : religion, mythologie, art, érotisme, guerre, architectures variées, décombres et bric-à-brac, machineries sophistiquées, animaux divers, avions et navires en ruine, personnages bizarres et décalés, ciels chargées de nuées, paysages apaisés ou jungles farouches… 
Il n’illustre habituellement pas de sujets choisis à l’avance par d’autres, mais crée en revanche de toutes pièces des univers de fiction insolites et complexes, parfois angoissants, en dépit d'un humour décalé qui adoucit la force. Il faut parfois beaucoup de temps pour découvrir la richesse de son travail et l’on se perd souvent dans ses gravures, lui y compris (Planche où je me suis perdu, 1972).
Tout est mystère et dépaysement chez Mohlitz car les personnages et les situations, souvent absurdes ou voués à l’anéantissement, apparaissent dans des lieux étranges avec une temporalité incertaine qui emprunte librement aux différentes époques de l’histoire pour nous faire perdre nos repères habituels (Les Navigateurs, 1992).
Les architectures sont classiques (L'Église, 1975), mais peuvent être radicalement imaginaires (Fuite en Égypte, 1967 ; La Ligne, 1990). Et les machineries anciennes ou les navires en rade qu’il affectionne présentent un délabrement souvent inquiétant. La végétation elle-même, qui pourrait rassurer de prime abord au milieu des ruines ou des épaves, apparaît finalement menaçante telle une jungle indomptable qui étendrait partout son emprise, comme si en définitive le débordement de la vie était aussi dangereux que la mort (12 ans après, 1978).
Des raz-de-marée ou des animaux étranges surgissent de nulle part comme dans un cauchemar (L'Arrivée de l'iguane, 1974). Les poursuites infernales n’ont ni commencement ni fin (Cavalier poursuivi, 1970), les assauts sont dantesques, et les batailles, féroces (La Tour, 1978).
Dans cette gravure, qui est l’une des plus célèbres de l’artiste, une multitude de guerriers armés jusqu’aux dents montent à l’assaut de cet édifice qui touche le ciel telle une tour de Babel, affublés de képis, bicornes, casques ou même scaphandre, pendant que des civils hagards et désemparés sont aux prises avec cette soldatesque violente et confuse.

« Que reste-t-il après que les barbares ont pris la ville… Paysage bordelais nous le dit… Il n’y a plus âme qui vive dans la cité… La vengeance, la malédiction, la colère de Dieu ont eu raison d’une folie des hommes. »

Dans d’autres travaux (Les Pilleurs d’épaves, 1977 ; Dogger Bank, 1975), ce sont peut-être aussi les guerres, ou les tempêtes, qui ont réussi à détruire en grande partie ces vaisseaux échoués dans d’obscurs cimetières marins parfois surplombés de nuées menaçantes : « Ils se sont enlisés dans les sables, leur lourdeur les a trahis. »
Mais les personnages figurés par Mohlitz ne sont pas plus épargnés que les machineries qu’il aime représenter avec force détails. Sous son burin les hommes comme les femmes sont multiples, dont lui-même (Autoportrait pluriel, 1987). Dans Le Ministère de la Santé, 1977 une surveillante affublée d’une curieuse coiffe, sans doute la marque de son pouvoir, tient son petit monde de grabataires mâles à sa merci. Un malade à l’agonie, proche de la mort, a déjà son auréole de béatitude. Au-dessus de lui trône un portrait de saint qui ressemble à Mohlitz, mais un autre « assis sur son lit est en éveil. Tous ses membres et organes sont branchés à une tuyauterie complexe, elle-même reliée à un poumon géant en suspension. Cet homme est bien vivant, il sourit, bouche grande ouverte, yeux exorbités, sexe turgescent. L’expérimentation a réussi. La cheftaine est satisfaite, elle rayonne, en blanc sur le fond sombre des arcatures piranésiennes du vieil hôpital. »
Toutefois Françoise Garcia souligne que le monde de cet artiste « n’est pas fait que de dévastations, d’apparitions de bêtes immondes, d’iguanes démesurés, de scarabées rampants, de batailles, d’entre-chocs et d’émeutes, de vierges persécutées ou de femmes castratrices. »
Car chaque estampe est une œuvre unique par sa conception comme son expression grâce aux nombreux points de vue dans l’espace et le temps qui se combinent et dialoguent librement entre eux. Certaines sont plus apaisées que d’autres même si souvent les oppositions entre les valeurs claires et sombres renforcent l’aspect surprenant de l’image pour créer chez le spectateur une « inquiétante étrangeté » qui le déloge de ses certitudes habituelles. Mais grâce à la poésie si présente dans son œuvre — Les Compteurs d'étoiles, 1979 par exemple —, les chaos potentiels peuvent s’adoucir comme par enchantement, ou se teinter d’humour noir comme celui qui transparaît dans l’une de ses plus surprenantes gravures, La Noce menacée (1978).
Dans celle-ci, le jeune couple en contrebas qui vient de se marier ne sait encore rien d’une créature démoniaque et lubrique embusquée derrière l’église qui pourrait entamer son innocence, mais que l’observateur mis en position de spectateur connaît déjà parce qu’il domine l’ensemble de la scène tel un démiurge, grâce à un sidérant effet de perspective plongée.

### L’homme révolté
L’imaginaire est pour Mohlitz le plus court chemin d’accès au réel, particulièrement aux vicissitudes d’un monde dans lequel les hommes font des guerres meurtrières, colonisent et convertissent de force leurs semblables, pillent, tuent, violent ou exercent toutes sortes de pression qui avilissent l’humanité. Alors tel un Don Quichotte qu’il semble affectionner (Le Cavalier et le cul de jatte, 1968) il lutte à sa manière seulement armé d’une plume ou d’un burin contre les ignominies de l’Histoire qui dénaturent ou subvertissent les rêves les plus nobles des hommes, ou qui les empêchent d’exister. Et face aux changements incessants d’artistes soucieux de la mode ambiante Mohlitz a retenu ce que lui avait dit son maître Jean Delpech : « C’est un bombardement. Le seul moyen de survivre c’est de rester dans la tranchée. » Mohlitz est un résistant.
Alors il se révolte contre la folie d’un monde où des guerres absurdes et dévastatrices ensevelissent les choses et pervertissent l’humanité (Le Violon, 1965 ; La Mobilisation, 1977 ; La Relève, 1980 ; Désertion, 1980 ; La Cour martiale, 1993 ; Bataille, 2000 ; Bastion, 2004). Il nous montre le chef-d’œuvre de bêtise qu’est la violence aveugle et partiale des hommes (Le Goûter des bourreaux, 1979 ; Les Enchères, 1990 ; L’Exécution, 1990 ; La Fleur, 1995). Il critique au passage l’emprise de la religion quand elle abuse de son pouvoir, et aussi le colonialisme (L’Église, 1975 ; Sainte famille observant un groupe d’anthropophages, 1983 ; Bâtir, 1989 ; La Mission, 1995). Il dénonce même la compassion quand elle se cache derrière la technique ou l’intérêt (Le Ministère de la santé, 1977 ; Ambulance, 2008). Et ni la démesure (La Tour, 1978 ; New York, 1982) ni la vanité (Icare, 1980 ; L’Atelier, 1989) n’échappent à son regard acéré. Il pointe de même la puissance des pulsions sexuelles et leurs effets (Brunehaut, 1968 ; Vive la mariée, 1968 ; Le Sommeil, 1969 ; Escalade, 1980 ; Embuscade, 1991). Et s’il nous montre parfois le vertige existentiel (Le Pendu, 1968) c’est qu’il s’attarde encore sur le temps qui passe et altère les choses comme les êtres (L’Attente, 1966 ; Dogger bank, 1975 ; 12 ans après, 1978 ; Paysage bordelais, 1980 ; Rade, 2000).

### Les liens avec sa ville
En dehors de ses périodes de formation, et malgré une carrière internationale, Philippe Mohlitz a principalement vécu et travaillé dans sa ville de Bordeaux à laquelle il est très attaché et où il exposait régulièrement, même si, dans les derniers temps, il a dû renoncer à la gravure pour se consacrer plutôt au dessin, « faute de moyens techniques ».
Françoise Garcia rappelle dans son article que « Philippe Mohlitz a pour Bordeaux une tendresse native » comme le montre son Paysage bordelais de 1980, et Le Lapin sur la ville, 1979, où le corps de cet animal écorché épouse de façon protectrice le plan de cette ville délimitée à l’autre extrémité par la Garonne et le port de la Lune qui sont les lieux emblématiques de la cité.

« Ainsi parallèlement à son œuvre au noir, dont la vision anticipe les récits post-apocalyptiques d’écrivains comme Vincent Ravalec, Michel Houellebecq ou, plus proche, ceux du bordelais Jacques Abeille, l’artiste manie la dérision, l’humour, un humour grinçant, souvent bienveillant, qu’il faut découvrir en entrant soi-même dans les planches qui mêlent imagination et raison… »

Peut-être est-il possible de faire le lien avec ce commentaire figurant dans le manuscrit du musée du Prado au sujet de la célèbre gravure no 43 des Caprichos de Francisco de Goya — Le sommeil de la raison engendre des monstres — qui révèle le sens profond de cette estampe : « L'imagination sans la raison produit des monstres impossibles : unie avec elle, elle est mère des arts et à l'origine des merveilles », ce qui prend aussi tout son sens pour Mohlitz.

## Expositions
- 1969 : Paris, Société des peintres-graveurs français
- 1970 : Bibliothèque nationale de France
- 1972 :
  - Stuttgart, Kunsthaus Fischinger
  - Columbia, Maison française de l'université
  - Sindelfingen, galerie Tendenz
  - Paris, galerie Fontaine
  - Bruxelles, galerie Continents
- 1973 :
  - New-York, Fitch-Febvrel Gallery
  - Madrid, Casa de Velasquez
  - Tokyo, Galerie Bancho
- 1974 : Stuttgart, Kunsthaus Fischinger
- 1975 :
  - Stockholm, centre culturel français
  - Göteborg, Museum
- 1976 : 
  - Orebrol Länsmuseum
  - Las Palmas de Gran Canaria, Galeria Balos
  - Oslo, centre culturel français
  - Gävle, galerie Larsson
  - Columbus, Merton G.Boyd Gallery
- 1977 : 
  - Genève, galerie Bernard Letu
  - Bordeaux, galerie Huguerie
  - Paris, galerie Jacques Casanova
- 1978, 1986, 1988, 1989, 1991 :
  - Hauterive, galerie 2016
- 2002 : « Victor Hugo et les artistes contemporains »[13], galerie municipale d'art contemporain de Chamalières
- 2012 : Atelier 109, « Carnet 2012 », Bordeaux
- 2014 : Atelier 109, Bordeaux
- 2015 : Atelier 109, « Dessins - Estampes - Bronzes - 1965/2015 », Bordeaux
- 2011-2015 : Galerie Mader, Paris
- 2018 :
  - Exposition permanente de l’œuvre gravé, Graphics Corner Art Gallery, Bruxelles
  - « Pilleur de rêves », musée des beaux-arts de Bordeaux
- 2019 :
  - Paris Fondation Taylor

## Publications
- Dessins 1965-1977 (préf. Bernard Letu), Bernard Letu Éditeur, 1977, 79 p. (ISBN 2-88051-01-5 (édité erroné), BNF 34782746)[14]
- Gravures et dessins 1963-1982, Natiris, 1982 (ISBN 978-2-903792-04-6)
- Gravures 1982-1992, Ramsay, coll. « Visions », 1993, 95 p. (ISBN 978-2-908652-60-4)
- Dessins (préf. Michèle Delaunay), Mollat, 1994, 155 p. (ISBN 978-2-909351-08-7)
- Carnet 2010, Claude Lada, 2010
- (fr + en) Gravures et dessins 1965-2010 (préf. Maxime Préaud), Mader, 2010, 311 p. (ISBN 978-90-76831-08-4)
- Carnet de dessins, Mader, 2012, 170 p., 85 reproductions de dessins

### Livres illustrés
- Marcel Béalu, Ville volante[15], burin de Kiyoshi Hasegawa, eaux-fortes de Philippe Mohlitz, Paris, Les Impénitents, 1970
- Samuel Taylor Coleridge, La Chanson du vieux marin[16] [The Time of the Ancient Mariner], traduction de 1991 de Valery Larbaud, 10 gravures originales hors-texte de Philippe Mohlitz tirées à l'atelier Georges Leblanc, Paris, Le Livre contemporain et les Bibliophiles franco-suisses, 1975 (tiré à 175 exemplaires sur vélin de Rives).
- Henry de Montherlant, Thrasylle (roman de jeunesse)[17], eaux-fortes de Philippe Mohlitz, Paris, Les Bibliophiles de l'Automobile Club de France, 1998 (tiré à 115 ex. sur vélin de Rives BFK)

### Documentaires
- Philippe Mohlitz, 50 ans de gravure, dans Suivez le guide, TV7, 7 décembre 2016, vidéo, 12 min 52
- Le Chevalier, la Mort et le Diable, vidéo HD de Bertrand Renaudineau et Gérard Emmanuel da Silva, commentaires de Pierre Vaisse, Maxime Préaud et Philippe Mohlitz, 35 min, coll. « Impressions fortes », éditions Gallix, 2009